# Xipe Totec

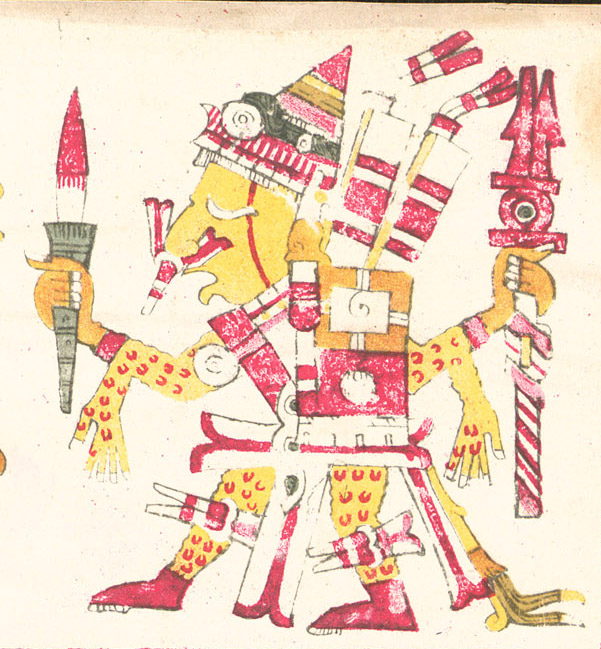
Xipe Totec im Codex Borgia, Aztekencodex, 15. Jahrhundert

Xipe Totec („unser geschundener Herr“) ist der Vegetationsgott der Azteken und gleichzeitig Gott des Frühlings, der aufkeimenden Saat und der Jahreszeiten.
Außerdem personifiziert er das notwendige Leiden und den Kampf in der Natur. Des Weiteren war er Gott des Westens, Schutzgott der Goldschmiede und des fünfzehnten Tages im Monat.
Dargestellt wird Xipe Totec als rot bemalte Gestalt, die in eine Menschenhaut gewandet ist. Im Frühjahr wurde ihm zu Ehren ein Fest gefeiert, das Tlacaxipenaliztli, welches mit Menschenopfern verbunden war. Als Symbol für den Kreislauf von Leben und Sterben in der Natur opferte man einen – den Xipe Totec darstellenden – Kriegsgefangenen. Dieser wurde mit Pfeilen durchbohrt oder im Gladiatorenkampf mit einem erfahrenen Krieger getötet. Anschließend wurde ihm die Haut abgezogen, mit der sich der Opferpriester 20 Tage lang bekleidete.
Vermutlich fand auch der Danza del Volador zur Besänftigung Xipe Totecs statt.